# Clytra atraphaxidis atraphaxidis
Clytra atraphaxidis atraphaxidis é uma subespécie de insetos coleópteros polífagos pertencente à família Chrysomelidae.
A autoridade científica da subespécie é Pallas, tendo sido descrita no ano de 1773.
Trata-se de uma subespécie presente no território português.